# Fabrizio Borroni
Fabrizio Borroni (Rho, 28 giugno 1971) è un giocatore di biliardo italiano.
Giocatore di grande fantasia e talento. Tra i suoi piazzamenti migliori ci sono un 2º posto ai Mondiali del 1998 e un 3º posto nella World Cup del 1996.

## Palmarès
- 1990 Campionato Europeo Juniores (Neustadtl)
- 2004 Campionato italiano a squadre (Saint Vincent)
- 2023 Campionato italiano categoria Masters (Saint Vincent)

## BTP
Vittorie complessive nel circuito 
- 1 Stagione 2003/2004 (Trapani)